# Моранбонг
Спортивний клуб «Моранбонг» або просто «Моранбонг» (кор. 모란봉체육단) — північнокорейський футбольний клуб з міста Пхеньян.

## Історія
Спортивний клуб «Моранбонг» було засновано в квітні 1997 року в місті Пхеньян, столиці Північної Кореї. Зараз команда виступає в ДПР-Ліга, вищому футбольному дивізіоні чемпіонату Північної Кореї.

## Відомі гравці
- Лі Кин Хак
- Пак Ду Ік
- Сін Йон Кю
- Пак Син Чжін